# Międzynarodowy Dzień Lotnictwa Cywilnego
Międzynarodowy Dzień Lotnictwa Cywilnego (ang. International Civil Aviation Day) – coroczne święto obchodzone 7 grudnia ustanowione przez Zgromadzenie Ogólne ONZ 6 grudnia 1996 roku (rezolucja 51/33) z inicjatywy Organizacji Międzynarodowego Lotnictwa Cywilnego (ICAO).
Celem ICAO jest zwrócenie uwagi opinii publicznej na osiągnięcia międzynarodowego lotnictwa cywilnego.

## Historia
Pierwsze obchody Dnia odbyły się w 50 rocznicę podpisania Konwencji Międzynarodowego Lotnictwa Cywilnego (7 grudnia 1994), która w 1944 roku powołała do życia wyspecjalizowaną organizację ONZ ICAO.
Co roku obchody odbywają się pod innym hasłem. Hasłem 2006 było: „Współpraca międzynarodowa: wyzwania światowego lotnictwa i ich rozwiązania”.

## Święta pokrewne
Co roku 20 października obchodzony jest również Międzynarodowy Dzień Kontrolera Ruchu Lotniczego. Dzień ten upamiętnia utworzenie w 1961 roku Międzynarodowej Federacji Stowarzyszeń Kontrolerów Ruchu Lotniczego (ang. International Federation of Air Traffic Controllers, IFATCA). W Polsce obchody odbywają się od 2008 roku pod patronatem Stowarzyszenia Kontrolerów Ruchu Lotniczego POLATCA.